# Suiren
Suiren of Suiren Shi was in de Chinese mythologie de eerste maker van vuur. Zijn naam betekent 'man die vuur boort', omdat hij vuur maakte door middel van de vuurboor, waarbij een stok in een ander stuk hout werd gedraaid. Hij wordt ook in verband gebracht met het roosteren van voedsel op vuur. Volgens één overgeleverde mythe deed hij zijn ontdekking vóór Fuxi, waardoor hij in sommige geschriften werd beschouwd als de eerste van de Drie Verhevenen. Dat waren cultuurhelden die volgens de traditie stapsgewijs elementen van de Chinese beschaving aan de bevolking hebben bijgebracht. In andere overleveringen wordt het bereiden van voedsel benadrukt en wordt Suiren als derde 'Verhevene' beschouwd.

## De mythe

#### VolgensShiyiji

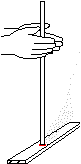
Principe van de vuurboor

Volgens de overgeleverde mythe uit Shiyiji lag het land Suiming (燧明) tienduizend li verwijderd van de hoofdstad van het koninkrijk Shenmi (申彌). Suiming kende geen seizoenen, ook waren dag en nacht onbekend. De mensen gingen niet dood, maar woonden in de hemel vanaf het moment dat zij genoeg van het leven hadden. In Suiming bevond zich een 'vuurboom', genaamd het Sui-bos. De takken van de boom strekten zich uit over een groot oppervlak. Er dreven wolken en mistvlagen in en uit. Als twee takken van deze boom tegen elkaar schuurden, ontstond er vuur.
Na de opeenvolging van een groot aantal generaties kwam er een wijze man die tot voorbij de zon en de maan kon reizen. Hij zorgde voor voedsel en redde zo alle levende wezens. Hij kwam aan in Nanchui. Hij keek naar een boom en zag een vogel die leek op een uil. Toen die vogel met zijn bek in een tak pikte, schoot er een vlam uit de boom. De wijze man besefte wat er was gebeurd. Hij nam een takje en begon daarmee in een andere tak te boren. Hij werd daarom Suiren genoemd, de vuurmaker, diegene die vuur boort. Hieruit kwam het roosteren van voedsel op het vuur voort. Dit was nog vóór Paoxi.

#### VolgensHanfeizi

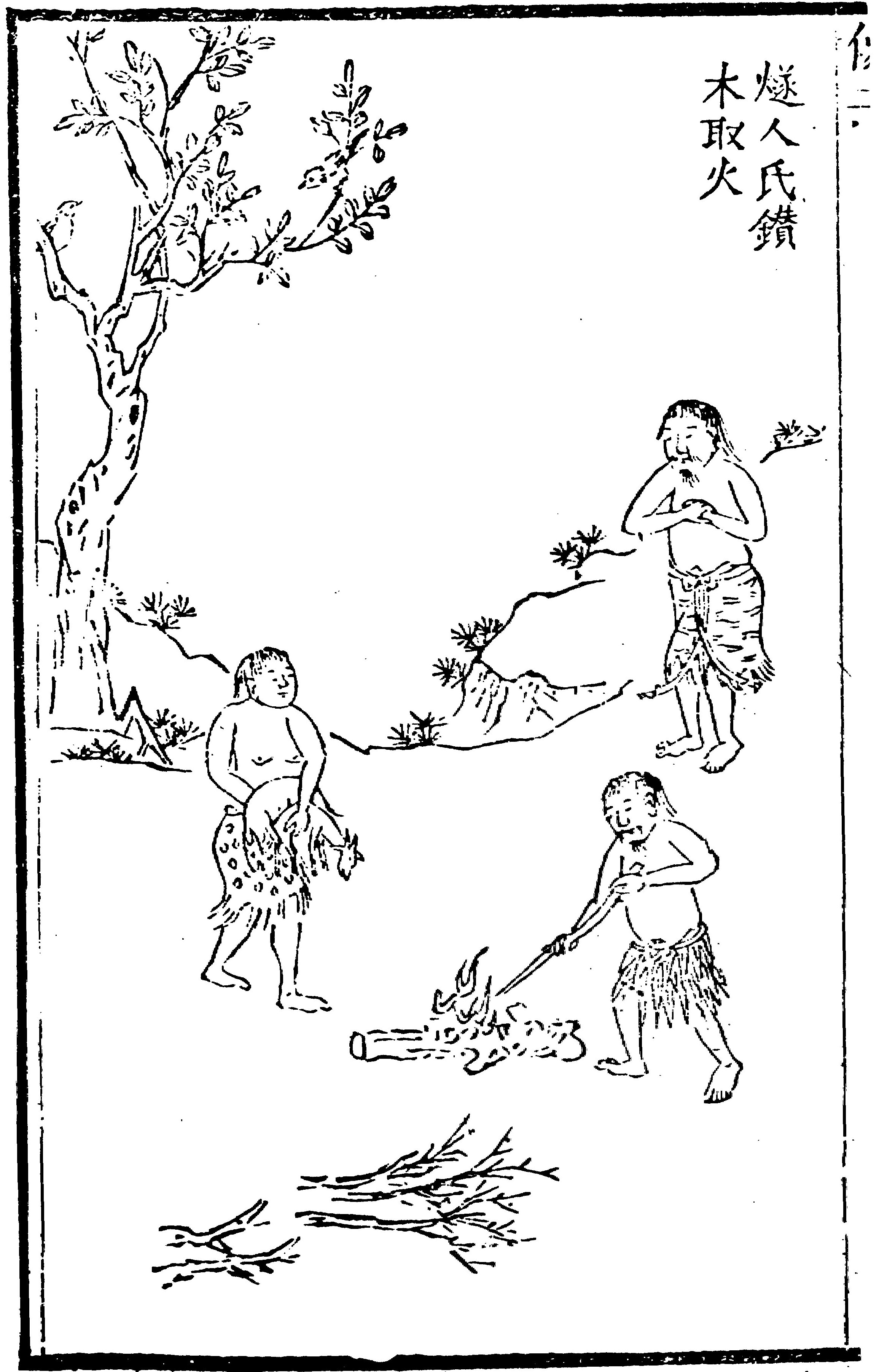
Suiren maakt vuur met een vuurboor.

In Hanfeizi wordt beschreven dat de mensen in nesten in bomen gingen wonen om zich zo te beschermen tegen wilde dieren. Zij hadden dat geleerd van Youchao, de 'heer van de vogelnesten'. Zij bogen voor hem en maakten hem tot koning onder de hemel. De mensen aten vruchten en schelpdieren, maar ook rauw, stinkend vlees. Hierdoor raakten hun magen en ingewanden geïnfecteerd en werden zij ziek. Toen kwam er een man die vuur begon te maken met een vuurboor en het vlees begon te roosteren. De mensen bogen voor hem, maakten hem tot koning onder de hemel en noemden hem de 'heer van de vuurboor', Suiren.

## Duiding
De naam Suiren is gebaseerd op een woordspeling. Sui in zowel Suiming als Sui-bos wordt met hetzelfde karakter 檖 geschreven. Sui in Suiren vormt een homofoon met sui in Suiming en Sui-bos, maar wordt geschreven met 燧, een ander karakter dan 檖. De radicaal voor sui in Suiren is 'vuur' (huǒ, 火), die van sui in Suiming en Sui-bos is 'boom' (mù, 木).
Suiren wordt in de mythe niet beschreven als een echte godheid, maar ondanks de toevoeging ren (人, 'mens') toch ook niet volledig als mens beschouwd. Hij kon zich immers voortbewegen in de ruimte. De Engelse sinologe Anne Birrell noemt hem daarom een 'meso-kosmisch mythologisch wezen'.
In de mythe vormde de vogel het creatieve element. Suiren leerde het maken van vuur door het nabootsen van een waarneming uit de natuur. Door toepassing van zo verkregen kennis ontstond in feite nieuwe technologie. Dit maakte Suiren tot een cultuurheld. Ook de morele kwaliteiten die een cultuurheld behoorde te bezitten, komen in de mythe naar voren. Suiren zorgde immers voor voedsel om zo alle levende schepselen te kunnen redden.

## Drie Verhevenen
In sommige klassieke Chinese geschriften, met name Shangshu dazhuan, Baihu tongyi (Betekenis van het debat in de hal van de witte tijger, 白虎通義) en Lihan wenjia (禮含文嘉) wordt Suiren gerekend tot de Drie Verhevenen. Volgens Shiyiji deed Suiren zijn uitvinding vóór Paoxi, een andere naam voor Fuxi. Daardoor wordt hij soms beschouwd als de eerste van de 'Drie Verhevenen'. Volgens Shizi (尸子) leerde Suiren de mensheid ook het gebruik van visnetten. De jacht werd gezien als de eerste ontwikkelingsfase van de mensheid, zodat Suiren ook op basis van die ontdekking werd beschouwd als eerste van de 'Drie Verhevenen'. In andere geschriften, waaronder de 'Grote Verhandeling' (dazhuan, 大傳, een van de Tien vleugels) van het Boek der Veranderingen, werd de uitvinding van het visnet echter toegeschreven aan Fuxi, zodat op basis van die werken Fuxi werd beschouwd als de eerste van de Drie Verhevenen. Volgens Hanfeizi vormde de landbouw en de ruilhandel na de jacht de volgende fase in de ontwikkeling van de beschaving. Die zaken waren uitgevonden door de 'Goddelijke Boer' (Shennong), die zo de tweede van de 'Drie Verhevenen' werd. Suiren werd vervolgens de derde van de 'Drie Verhevenen', omdat hij de mensen het roosteren, het bereiden van voedsel, had bijgebracht. Na jacht en landbouw/handel werd de verwerking van het voedsel in de Hanfeizi gezien als de derde ontwikkelingsfase. Er zijn echter ook lijsten met 'Drie Verhevenen' overgeleverd waarop de naam Suiren ontbreekt en waar behalve Fuxi en Shennong als derde 'Verhevene' Nüwa, Zhurong, Gonggong of de Gele Keizer worden genoemd.

## Andere vuurmakers in Chinese mythen
Behalve Suiren worden in de Chinese mythologie ook Fuxi en de Gele Keizer genoemd als ontdekkers van het maken van vuur. Fuxi zou die kennis hebben verkregen door het waarnemen van blikseminslagen. Volgens juan 78 van Taiping yulan maakte Fuxi na zijn vrijwillig aftreden vuur door middel van een houtboor. Volgens de Guangzi (geciteerd in juan 79 van Taiping yulan) was het daarentegen de Gele Keizer die voor het eerst vuur maakte door toepassing van het wrijvingsprincipe. Ook hij leerde vervolgens de mensheid om vlees te roosteren, waardoor ze niet meer hoefden te lijden aan maag- en darmstoornissen die werden veroorzaakt door het eten van rauw vlees.